# Alcides Rodrigues Pereira
Alcides Rodrigues Pereira, primeiro e único barão de Lamim (Conselheiro Lafaiete, 1812 — Conselheiro Lafaiete, 7 de abril de 1889) foi um magistrado brasileiro.

## Biografia
Filho do capitão Felisberto da Costa Pereira e Eufrásia Maria de Jesus, casou-se com Francisca Amélia dos Reis e depois com Cândida Joaquina de São José. Era irmão do barão de Pouso Alegre e tio do conselheiro Lafayette. Sua família era dona da histórica Fazenda dos Macacos, em Conselheiro Lafaiete, Minas Gerais.
Era coronel da Guarda Nacional. Exerceu diversos cargos públicos, entre eles subdelegado, juiz de paz e juiz municipal. Foi agraciado barão em 8 de agosto de 1889.